# Herpetobotys ugandae
Herpetobotys ugandae là một loài bướm đêm trong họ Crambidae.